# Junkers J 8
Junkers J 8 – niemiecki, dwumiejscowy samolot myśliwski, dolnopłat zbudowany w 1917 w zakładach Junkersa w jednym egzemplarzu.

## Historia
Był dwumiejscową, powiększoną wersją Junkersa J9, konstruowaną równolegle do modelu J7. Wyposażono go w silnik Mercedes D.III o mocy 118 kW. Zbudowano go tylko w jednym egzemplarzu a swój pierwszy lot odbył 10 grudnia 1917 roku. Zaprojektowano go jako samolot służący nie tylko do walk powietrznych, ale także do obserwacji ruchów wroga, czy walk naziemnych.
Doświadczenie zdobyte przy budowie maszyny wykorzystano do skonstruowania samolotu szturmowego Junkers J 10 (CL.I), dlatego też modele J8 i J10 traktuje się czasem łącznie.

## Dane konstrukcyjne
- typ: samolot doświadczalny
- konstrukcja: metalowa
- załoga: 2 osoby
- rok budowy: 1917
- data oblotu: 10 grudnia 1917
- napęd: Daimler D.III 160 KM / 118 kW
- rozpiętość: 12,25 m
- długość: 7,9 m
- wysokość: 3,1 m
- powierzchnia nośna: 23,40 m²
- masa startowa: 1050 kg
- prędkość maksymalna: 205 km/h